# Fred Testot

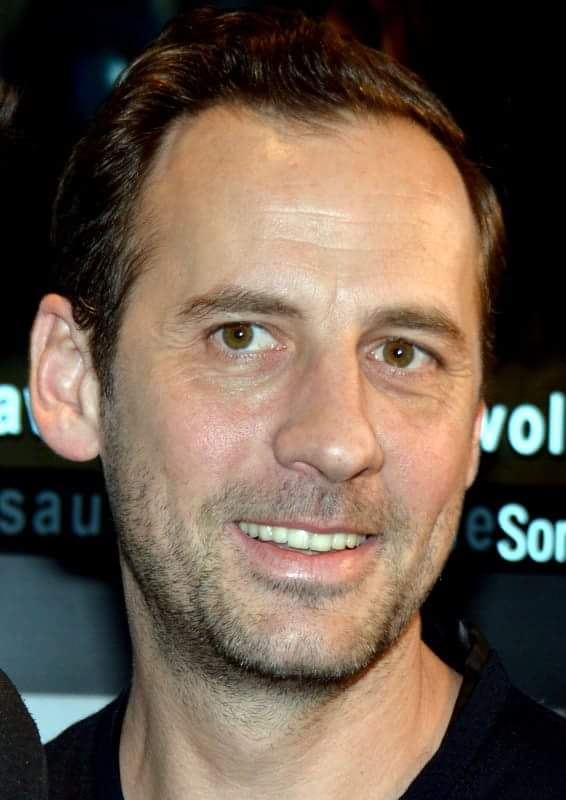
Fred Testot (2015)

Fred Testot (* 20. Februar 1977 in Porto-Vecchio, Corse-du-Sud; eigentlich Frédéric Giacomo Testo) ist ein französischer Schauspieler und Komiker.

## Leben
Der gebürtige Korse und Sohn eines Verkäufers und einer Laborantin wuchs in einem Dorf in der Nähe von Porto-Vecchio auf. Über ein Fußballtrainingszentrum in Nizza kam Fred Testot auf das französische Festland. Infolge einer Verletzung siedelte er nach Paris über. Seine berufliche Laufbahn begann er beim französischen Radio. Zunächst bei Fun Radio tätig, wechselte er anschließend zu Radio Nova, wo er 1997 Omar Sy kennenlernte. Sich von Anfang an sympathisch, schlossen sie sich zu einem Komikerduo zusammen und traten fortan als „Omar et Fred“ auf. Über den Schauspieler und Komiker Jamel Debbouze kamen sie zu dem Fernsehsender Canal+, wo sie im Jahr 2000 erstmals gemeinsam im Fernsehen und nachfolgend in zahlreichen Sketchen (unter anderem in der Sendung Le Visiophon, d’Omar et Fred) zu sehen waren. Von 2005 bis 2012 hatten sie mit Service après-vente des émissions (SAV) ein jeweils etwa zwei Minuten dauerndes Segment innerhalb der auf Canal+ abendlich ausgestrahlten Fernsehsendung Le Grand Journal. Ihre dabei in Telefonsketchen dargebotenen und zusammen mit ihrem Koautor Bertrand Delaire geschaffenen Figuren wie „Tata Suzanne“, „Doudou“ oder „François le Français“ erreichten in Frankreich Kultstatus und steigerten maßgeblich die Bekanntheit beider Komiker. Gemeinsam traten Sy und Testot auch in mehreren Filmen auf, darunter die Komödien Stirb nicht zu langsam (2001), Le Carton (2004), Seuls Two (2008) und La Loi de Murphy (2009). Ein gemeinsamer Auftritt in der Comicverfilmung Asterix & Obelix: Mission Kleopatra (2002) von Alain Chabat fiel jedoch letztlich der Schere zum Opfer.
Sein Leinwanddebüt hatte Fred Testot ohne Sy bereits im Jahr 2000 in der Krimikomödie Old School absolviert. Ab 2009 übernahm er, ähnlich wie Sy, vermehrt Kinorollen, so etwa neben François Berléand, Thierry Lhermitte, Sami Bouajila und Virginie Efira in der an der Côte d’Azur spielenden Krimikomödie Le Siffleur von Philippe Lefebvre. Seine erste Hauptrolle hatte er – obwohl als Komiker bekannt – in dem Drogenthriller Off Limits – Wir sind das Gesetz (2010) von Nicolas Boukhrief, wo er als Streifenpolizist an der Seite von Cécile de France der Spur einer neuen Designerdroge nachgeht und sich zu diesem Zweck mit de France als Dealerpärchen ausgibt. 2011 folgten zwei Hauptrollen in den Komödien Itinéraire bis und Au bistro du coin sowie die Rolle des Pater Simon neben Mathilde Seigner und Alain Chabat in der Romanverfilmung Der Krieg der Knöpfe. In Chabats Comicverfilmung Auf den Spuren des Marsupilami hatte er 2012 an der Seite von Jamel Debbouze und Chabat die Rolle des Botanikprofessors inne. Für die Komödie Bon rétablissement! (2014) stand er zwei Jahre später unter der Regie von Jean Becker neben Gérard Lanvin vor der Kamera. Unter der Leitung von Diane Kurys drehte er mit Sylvie Testud und Josiane Balasko unter dem Titel Arrête ton cinéma! (2016) eine weitere Komödie.
Daneben ist Fred Testot auch als Synchronsprecher von Animationsfilmen und -serien tätig. Für Luc Bessons teils computeranimierten Fantasyfilm Arthur und die Minimoys 2 – Die Rückkehr des bösen M sprach er im französischen Original die Figur des Replay. In der Animationsserie Fish’n Chips (2011–2012) lieh er der Figur des Chips seine Stimme, während Omar Sy die Figur des Fish synchronisierte. Seit Mitte der 2010er Jahre ist Testot auch vermehrt in Fernsehfilmen und -serien zu sehen. In der Miniserie La Mante verkörperte er 2017 den Sohn einer inhaftierten Serienmörderin, gespielt von Carole Bouquet, die der Polizei dabei helfen soll, einen Nachahmungstäter zu finden. Mit Bouquet hatte Testot bereits das 2009 veröffentlichte, an einem Flughafen spielende Filmdrama Je vais te manquer gedreht. Seit 2016 spielt Testot die Rolle des Schuldirektors Xavier Bordat in Sam, einer französischen Adaption der dänischen Serie Rita mit zunächst Mathilde Seigner und ab der zweiten Staffel mit Natacha Lindinger in der Titelrolle.
Testot ist Vater einer Tochter (* 2013).

## Filmografie (Auswahl)
- 2000: Old School
- 2001: Stirb nicht zu langsam (La Tour Montparnasse infernale)
- 2004: Le Carton
- 2008: Seuls Two
- 2009: Je vais te manquer
- 2009: La Loi de Murphy
- 2009: Le Siffleur
- 2010: Off Limits – Wir sind das Gesetz (Gardiens de l’ordre)
- 2011: Itinéraire bis
- 2011: Au bistro du coin
- 2011: Der Krieg der Knöpfe (La Guerre des boutons)
- 2012: Sea, No Sex & Sun
- 2012: Auf den Spuren des Marsupilami (Sur la piste du Marsupilami)
- 2012: Dépression et des potes
- 2013: Le Grand méchant loup
- 2014: Bon rétablissement!
- 2015: Monsieur Cauchemar
- 2015: L’Emprise (TV-Film)
- 2016: Arrête ton cinéma!
- seit 2016: Sam (TV-Serie)
- 2017: La Mante (TV-Miniserie)
- 2017: L’Épreuve d’amour (TV-Film)
- 2019: Le Temps est assassin (TV-Serie, acht Folgen)
- 2019–2020: Faites des gosses (TV-Serie, sechs Folgen)
- 2020: J’ai 10 ans (TV-Film)
- 2020: Lucky
- 2021: La Mort est dans le pré (TV-Film)
- 2022: Les Volets verts
- 2022: Mon héroïne
- 2023: All eure Gesichter (Je verrai toujours vos visages)
- 2023: Marinette
- 2025: Die Farben der Zeit (La venue de l’avenir)